# Рис, Фердинанд
Фердинанд Рис (нем. Ferdinand Ries; крещён 28 ноября 1784, Бонн ― 13 января 1838, Франкфурт-на-Майне) ― немецкий композитор, пианист и дирижёр, наиболее известный представитель династии немецких музыкантов, насчитывавшей несколько поколений. Старший сын скрипача Франца Антона Риса.

## Биография
Игре на скрипке и фортепиано учился у отца, с пяти лет также осваивал виолончель под руководством Бернарда Ромберга. После кратковременного пребывания в Мюнхене в 1801 году, где Рис брал уроки композиции у Петера фон Винтера и зарабатывал на жизнь переписыванием нот, он с рекомендательным письмом от отца перебрался в Вену, где был тепло принят Людвигом ван Бетховеном.
Под руководством Бетховена Рис в 1801―1805 совершенствовался как пианист, композицией занимался у Иоганна Георга Альбрехтсбергера. Бетховен рекомендовал Риса ко двору графа Брауна в Бадене, а летом 1805 он получил место придворного музыканта у князя Лихновского. Дебют Риса как пианиста состоялся 1 августа 1804 года, когда он исполнил Третий Концерт Бетховена с собственной каденцией. В 1805, не принятый во французскую армию (в детстве Рис ослеп на один глаз), он прибыл в Париж, где в сложных финансовых условиях жил в течение последующих двух лет. В 1808 он возвращается в Вену, а со следующего года начинается активная гастрольная карьера Риса: он выступает в Касселе, Гамбурге, Копенгагене, Стокгольме. В 1810―1812 Рис дал ряд концертов в России в дуэте с виолончелистом Бернардом Ромбергом. Вновь проведя несколько месяцев в Стокгольме, Рис прибывает в Лондон, где при поддержке сэра Джорджа Смарта и Иоганна Петера Саломона Рис получает место дирижёра Филармонических концертов. Дебютировав за дирижёрским пультом 14 марта 1814, Рис оставался на этом посту до 1824 года.
В 1824 Рис покидает дирижёрский пост и возвращается в Рейнланд, поселившись сначала в Годесберге, а затем ― во Франкфурте. В 1825―1837 он выступал как руководитель Нижнерейнских музыкальных фестивалей, для которых сам часто писал музыку и которыми дирижировал. С 1834 Рис возглавлял Певческую академию в Ахене. В последние годы жизни вместе с Ф. Г. Вегелером он работал над «Биографическими записками о Бетховене», ставшими одним из первых крупных биографических сочинений о композиторе. «Записки» были опубликованы в 1838 году в Кобленце.